# Château d'Essenrode
Le château d'Essenrode (Schloß Essenrode) est un château allemand de Basse-Saxe, situé dans le village d'Essenrode qui appartient à la municipalité de Lehre. Il a été construit en style baroque tardif par Gotthart Heinrich August von Bülow en 1748.

## Historique
Un château fort est édifié à cet emplacement par les chevaliers de Garssenbüttel en 1337 qui possèdent les terres des environs. Il est entouré de douves et l'on y accède par un pont-levis. Le domaine appartient à partir de 1627 à la famille von Bülow et le château est reconstruit totalement dans les années suivant 1748, comme un manoir de campagne. C'est ici que naquit Karl August von Hardenberg en 1750, le futur diplomate détesté de Napoléon Ier. Il est acheté en 1837 par la famille von Lüneburg, dont les descendants sont toujours propriétaires actuellement.